# Kungliga Musikaliska Akademien
Kungliga Musikaliska Akademien er et svensk akademi grundlagt af Gustav III i 1771. Akademiet har som formål at fremme tonekunsten og musiklivet. Det er i dag (2017) det ældste musikkakademi nord for Alperne. Akademiet har lokaler i Utrikesministerhotellet på Blasieholmen i Stockholm.